# Barbora Balážová
Barbora Balážová (Topoľčany, 18 maart 1992) is een Slowaakse professioneel tafeltennisster. Zij speelt linkshandig met de shakehandgreep.
Zij nam namens haar land deel aan de Olympische Zomerspelen 2016 en 2020 en eindigde bij laatstgenoemde spelen als negende op de gemengd dubbel.

## Belangrijkste resultaten
- Goud op de vrouwendubbel op de Europese kampioenschappen 2024 met Hana Matelová.
- Zilver op de gemengd dubbel op de Europese kampioenschappen 2013 met Ľubomír Pištej.
- Zilver op de gemengd dubbel op de Europese kampioenschappen 2020 met Ľubomír Pištej.
- Brons op de gemengd dubbel op de Europese kampioenschappen 2022 met Ľubomír Pištej.